# 德国天主教教区列表

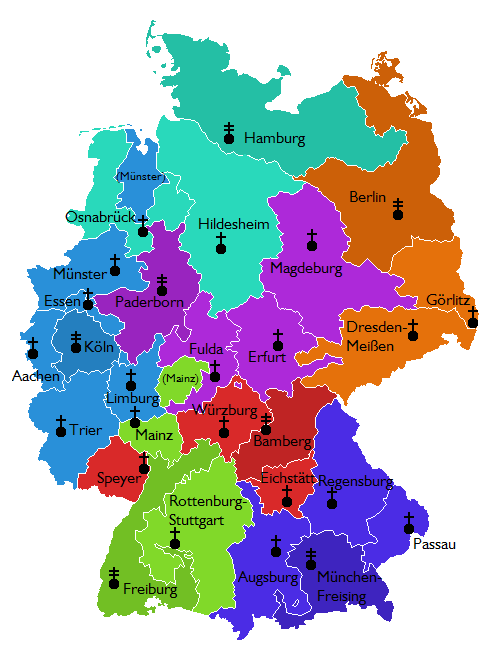
德國天主教教省

目前，天主教在德國擁有7個總教區和20個主教區，列表如下：

### 班贝格教省
- 天主教班贝格总教区
  - 天主教艾希施泰特教区
  - 天主教施派尔教区
  - 天主教维尔茨堡教区

### 柏林教省
- 天主教柏林总教区
  - 天主教德累斯顿-梅森教区
  - 天主教格尔利茨教区

### 弗赖堡教省
- 天主教弗赖堡总教区
  - 天主教美因茨教区
  - 天主教罗滕堡-斯图加特教区

### 汉堡教省
- 天主教汉堡总教区
  - 天主教希尔德斯海姆教区
  - 天主教奥斯纳布吕克教区

### 科隆教省

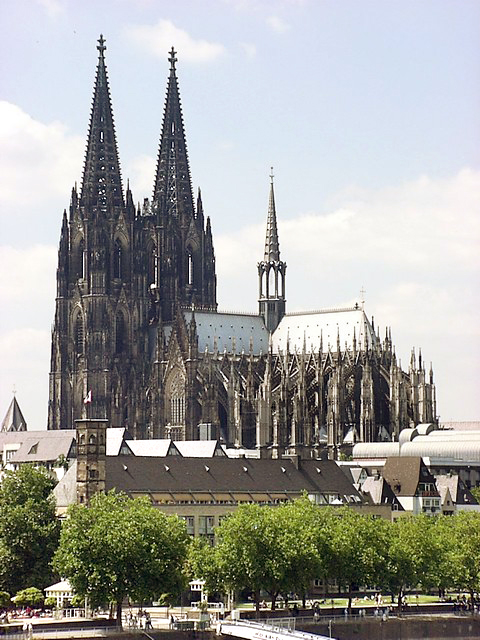
科隆主教座堂

- 天主教科隆总教区
  - 天主教亚琛教区
  - 天主教埃森教区
  - 天主教林堡教区
  - 天主教明斯特教区
  - 天主教特里尔教区

### 慕尼黑-弗赖辛教省
- 天主教慕尼黑-弗赖辛总教区
  - 天主教奥格斯堡教区
  - 天主教帕绍教区
  - 天主教雷根斯堡教区

### 帕德伯恩教省
- 天主教帕德伯恩总教区
  - 天主教愛爾福特教區
  - 天主教富尔达教区
  - 天主教马格德堡教区

## 聖座直屬
- 天主教德國軍中教長區
- 烏克蘭希臘禮天主教德國及斯堪地納維亞宗座代牧區